# Zuidvelde
Zuidvelde est un village situé dans la commune néerlandaise de Noordenveld, dans la province de Drenthe. Le 1er janvier 2008, le village comptait 195 habitants.